# Japan Golf Tour
Il Japan Golf Tour è uno dei principali tour professionistici di golf maschile. È stato fondato nel 1973 e offre ai partecipanti il terzo montepremi più ingente (per i giocatori normali, non per quelli della categoria senior) dopo il PGA Tour e l'European Tour. Tuttavia, a partire dai primi anni novanta la crescita del suo monterpremi non ha tenuto il passo con quella dei due tour principali. I tornei ufficiali del Japan Golf Tour assegnano punti validi per l'Official World Golf Rankings e buoni risultati nel tour consentono ai giocatori di partecipare ai tornei Major.
La maggior parte dei migliori giocatori del tour è giapponese, ma partecipano anche atleti provenienti da altri paesi. Il tour attualmente è gestito dalla Japan Golf Tour Organisation (JGTO), che è stata fondata nel 1999. La JGTO organizza anche un tour di sviluppo, chiamato Japan Challenge Tour.
Il giocatore migliore della storia del tour è stato Masashi "Jumbo" Ozaki, che guida la classifica dei giocatori che hanno ottenuto il maggior numero di vittorie con 94 successi, ha vinto premi per un ammontare complessivo di più di due miliardi di ¥ e ha chiuso al primo posto della classifica dei premi vinti nella stagione per dodici volte tra il 1973 e il 1998.

## Classifica dei vincitori di più premi stagione per stagione
Questa classifica, nel Japan Golf Tour, comprende anche i premi vinti dai giocatori nei tornei major e in quelli del World Golf Championships. Tutti i giocatori che hanno finora vinto questa classifica sono giapponesi, con la sola eccezione dello statunitense di origine giapponese David Ishii.
| Anno    | Giocatore                  | Premi vinti (¥) |
| ------- | -------------------------- | --------------- |
| 2020-21 | Chan Kim                   | 127,599,803     |
| 2019    | Shugo Imahira              | 168,049,312     |
| 2018    | Shugo Imahira              | 139,119,332     |
| 2017    | Yūsaku Miyazato            | 182,831,982     |
| 2016    | Yuta Ikeda                 | 207,901,567     |
| 2015    | Kim Kyung-tae              | 165,981,625     |
| 2014    | Koumei Oda                 | 137,318,693     |
| 2013    | Hideki Matsuyama           | 201,076,781     |
| 2012    | Hiroyuki Fujita            | 175,159,972     |
| 2011    | Bae Sang-moon              | 151,078,958     |
| 2010    | Kim Kyung-tae              | 181,103,799     |
| 2009    | Ryo Ishikawa               | 183.524.051     |
| 2008    | Shingo Katayama            | 180.094.895     |
| 2007    | Toru Taniguchi             | 171.744.498     |
| 2006    | Shingo Katayama            | 178.402.190     |
| 2005    | Shingo Katayama            | 134.075.280     |
| 2004    | Shingo Katayama            | 119.512.374     |
| 2003    | Toshimitsu Izawa           | 135.454.300     |
| 2002    | Toru Taniguchi             | 145.440.341     |
| 2001    | Toshimitsu Izawa           | 217.934.583     |
| 2000    | Shingo Katayama            | 177.116.489     |
| 1999    | Naomichi "Joe" Ozaki       | 137.641.796     |
| 1998    | Masashi "Jumbo" Ozaki      | 179.627.400     |
| 1997    | Masashi "Jumbo" Ozaki      | 170.847.633     |
| 1996    | Masashi "Jumbo" Ozaki      | 209.646.746     |
| 1995    | Masashi "Jumbo" Ozaki      | 192.319.800     |
| 1994    | Masashi "Jumbo" Ozaki      | 215.468.000     |
| 1993    | Hajime Meshiai             | 148.718.200     |
| 1992    | Masashi "Jumbo" Ozaki      | 186.816.466     |
| 1991    | Naomichi "Joe" Ozaki       | 119.507.974     |
| 1990    | Masashi "Jumbo" Ozaki      | 129.060.500     |
| 1989    | Masashi "Jumbo" Ozaki      | 108.715.733     |
| 1988    | Masashi "Jumbo" Ozaki      | 125.162.540     |
| 1987    | David Ishii                | 86.554.421      |
| 1986    | Tsuneyuki "Tommy" Nakajima | 90.202.066      |
| 1985    | Tsuneyuki "Tommy" Nakajima | 101.609.333     |
| 1984    | Shinsaku Maeda             | 57.040.357      |
| 1983    | Tsuneyuki "Tommy" Nakajima | 85.514.183      |
| 1982    | Tsuneyuki "Tommy" Nakajima | 68.220.640      |
| 1981    | Isao Aoki                  | 57.262.941      |
| 1980    | Isao Aoki                  | 60.532.660      |
| 1979    | Isao Aoki                  | 45.554.211      |
| 1978    | Isao Aoki                  | 62.987.200      |
| 1977    | Masashi "Jumbo" Ozaki      | 35.932.608      |
| 1976    | Isao Aoki                  | 40,985,801      |
| 1975    | Takashi Murakami           | 38.705.551      |
| 1974    | Masashi "Jumbo" Ozaki      | 41.846.908      |
| 1973    | Masashi "Jumbo" Ozaki      | 43.814.000      |

### Plurivincitori della classifica
Questi i giocatori che si sono imposti più di una volta fino al 2007:
- 12: Masashi "Jumbo" Ozaki
- 5: Isao Aoki, Shingo Katayama
- 4: Tsuneyuki "Tommy" Nakajima
- 2: Toshimitsu Izawa, Naomichi "Joe" Ozaki, Toru Taniguchi, Kim Kyung-tae, Shugo Imahira

## Vincitori del maggior ammontare di premi in carriera
La tabella sottostante mostra i primi dieci giocatori della storia del tour quanto a premi vinti complessivamente fino alla stagione 2007. I premi includono quelli conquistati nei quattro tornei major dal 1998 in avanti, e nei tre tornei WGC dal 1999 in avanti. Il primo giocatore non giapponese della classifica è lo statunitense di origine giapponese David Ishii, che ha vinto più di 800 milioni di yen. Il giocatore di etnia non giapponese ad aver vinto di più è il filippino Frankie Minoza, che ha guadagnato più di 650 milioni di yen.
| Posizione | Giocatore                  | paese       | Guadagni (¥)  |
| --------- | -------------------------- | ----------- | ------------- |
| 1         | Masashi "Jumbo" Ozaki      | Giappone    | 2.680.814.317 |
| 2         | Tsuneyuki "Tommy" Nakajima | Giappone    | 1.614.624.796 |
| 3         | Naomichi "Joe" Ozaki       | Giappone    | 1.522.902.900 |
| 4         | Shingo Katayama            | Giappone    | 1.272.877.529 |
| 5         | Toru Taniguchi             | Giappone    | 1.084.852.874 |
| 6         | Masahiro "Massy" Kuramoto  | Giappone    | 998.376.450   |
| 7         | Toshimitsu Izawa           | Giappone    | 991.483.808   |
| 8         | Isao Aoki                  | Giappone    | 980.652.048   |
| 9         | David Ishii                | Stati Uniti | 814.695.905   |
| 10        | Hajime Meshiai             | Giappone    | 812.439.632   |

La classifica completa si trova sul sito ufficiale del Tour qui Archiviato il 24 ottobre 2008 in Internet Archive..

## Record
- Più giovane vincitore di un torneo: Ryo Ishikawa (dilettante) 15 anni, 238 giorni (Munsingwear Open KSB Cup, 2007)